# Saint-Lubin-de-la-Haye
Saint-Lubin-de-la-Haye település Franciaországban, Eure-et-Loir megyében. Lakosainak száma 950 fő (2022. január 1.). Saint-Lubin-de-la-Haye Boissets, Gressey, Houdan, Havelu és Goussainville községekkel határos.

## Népesség
A település népessége az elmúlt években az alábbi módon változott:
| Lakosok száma | 392  | 559  | 630  | 917  | 916  | 953  | 956  | 933  | 922  | 950  |
|               | 1968 | 1982 | 1990 | 2006 | 2013 | 2015 | 2017 | 2019 | 2020 | 2022 |